# Kostel svatého Jindřicha (Staré Hamry)
Kostel svatého Jindřicha stojí na okraji Starých Hamrů, nad vodní nádrží Šance. Od roku 2007 je chráněn jako kulturní památka České republiky.

## Historie
Až do výstavby zdejšího kostela spadaly Staré Hamry pod farnost Borová v Malenovicích. Pro značnou vzdálenost jej však místní obyvatelé téměř nenavštěvovali a docházeli do Ostravice. Vratislavský biskup kardinál Diepenbrock starohamerské obyvatele nutil k výstavbě kostela, ti ale na stavbu odmítali přispívat. V roce 1847 nechal borovský kaplan na Gruni vystavět dřevěnou kapli, která položila základ dnešnímu kostelíku Panny Marie. Dne 12. července 1863, jak dokládá datum vytesané na zdi kostela u vchodu do kostela, byl položen základní kámen novogotického kostela sv. Jindřicha na vrchu Porubaný, jehož stavba podle kroniky trvala 1000 dní. K jeho dostavění došlo v roce 1865. Tento kostel se stal farním pro Staré Hamry a okolní osady. Po výstavbě vodní nádrže nejsou kostel, hřbitov, ani okolní stavby udržovány. V roce 1994 byla farnost zrušena a připojena k farnosti Ostravice.

## Popis
Jedná se o jednolodní kostel s polygonálně zakončeným presbytářem. Prosté kamenné stěny doplňují mělké opěráky. Průčelí zakončuje malá věž. Nedaleko kostela se rozprostírá hřbitov s litinovými kříži z místních železáren. V blízkosti hřbitovní zdi je od roku 1933 pomník Maryčky Magdonové.
Na hlavním oltáři kostela je na obraze zachycen sv. Jindřich. Obraz doplňuje čtveřice soch evangelistů – sv. Matouš, sv. Marek, sv. Lukáš a sv. Jan. Vpravo od obětního stolu stojí sošky Panny Marie a pražského Jezulátka. Na bočním oltáři vlevo je vyobrazen Ježíš Kristus s beránkem na ramenou v (Dobrý Pastýř). Na pravém bočním oltáři je socha sv. Františka. Při vstupu se nachází obraz sv. Máří Magdaleny. Schody u zpovědnice pokračují na kúr k varhanům a do věže.